# Orfasay
Orfasay est une île inhabitée des Shetland. 
Historique : 
Des bâtiments en ruine prouvent que l'île fut habitée il y a un temps.